# KRTAP5-6
KRTAP5-6 (англ. Keratin associated protein 5-6) – білок, який кодується однойменним геном, розташованим у людей на 11-й хромосомі. Довжина поліпептидного ланцюга білка становить 129 амінокислот, а молекулярна маса — 11 784.
| 10         |  | 20         |  | 30         |  | 40         |  | 50         |
| ---------- |  | ---------- |  | ---------- |  | ---------- |  | ---------- |
| MGCCGCSGGC |  | GSGCGGCGSG |  | CGGCGSSCCV |  | PICCCKPVCC |  | CVPACSCTSC |
| GSCGGSKGCC |  | GSCGGSKGGC |  | GSCGGSKGGC |  | GSCGCSQCSC |  | CKPCYCSSGC |
| GSSCCQSSCC |  | KPCCSQASCC |  | VPICCQCKI  |  |            |  |            |

A: Аланін

C: Цистеїн

G: Гліцин

I: Ізолейцин

K: Лізин

M: Метіонін

P: Пролін

Q: Глутамін

S: Серин

T: Треонін

V: Валін